# Still Loving You (álbum)
Still Loving You es un álbum recopilatorio de la banda alemana de hard rock y heavy metal Scorpions, publicado en 1992 por EMI Records solo en Europa y Asia. Se compone de once canciones, la gran mayoría power ballads, extraídas de sus discos editados entre Taken by Force (1977) y Crazy World (1990). Nueve de ellas han sido remezcladas por Erwin Musper en los Wisseloord Studios de Hilversum (Países Bajos), mientras que las restantes fueron la versión original de «Wind of Change» y la inédita «Living for Tomorrow», escrita durante la grabación de Savage Amusement (1988) y grabada en vivo en un concierto en Leningrado el 26 de abril de 1988.
Una vez que salió al mercado, recibió reseñas variadas por parte de la prensa especializada. Desde el punto de vista comercial, obtuvo buenas posiciones en varios países de Europa continental; por ejemplo, llegó al primer lugar en Portugal, al segundo en Finlandia y al cuarto en Francia. Sus ventas fueron suficientes para que varias organizaciones lo certificaran con discos de oro y de platino, entre ellas la Bundesverband Musikindustrie (BMVI), que le confirió uno de oro por vender más de 250 000 copias en Alemania. Para promocionarlo, se publicaron como sencillos las canciones «Living for Tomorrow» y «Still Loving You», pero solo esta última entró en algunos conteos musicales europeos.

## Antecedentes
En noviembre de 1990, salió al mercado el álbum de estudio Crazy World, que fue el primero de la banda en ser editado exclusivamente por PolyGram, ya que hasta 1989 EMI Records había sido el distribuidor de Scorpions a nivel mundial. Su undécima producción obtuvo un gran éxito comercial, puesto que, para finales de 1991, había logrado certificaciones de oro, platino o doble platino en Alemania, Bélgica, Canadá, los Estados Unidos, Francia e Italia, entre otros países. Hasta febrero de 1992, sus ventas superaban los seis millones de copias en el mundo. «Wind of Change» y «Send Me an Angel», dos de sus cinco sencillos, también alcanzaron un importante logro comercial, en especial «Wind of Change», dado que entró en las listas musicales de 78 países —en muchos de ellos incluso llegó hasta el primer lugar— y hasta octubre de 1991 se habían vendido alrededor de dos millones y medio de copias.
Para aprovechar este logro, EMI recopiló nueve power ballads extraídas de los discos de estudio Taken by Force (1977), Lovedrive (1979), Animal Magnetism (1980), Blackout (1982), Love at First Sting (1984) y Savage Amusement (1988). Estas fueron remezcladas por el ingeniero de sonido Erwin Musper, quien ya había trabajado con Scorpions en Crazy World, en los Wisseloord Studios de Hilversum (Países Bajos). Las dos canciones restantes fueron la versión original de «Wind of Change» y la inédita «Living for Tomorrow». Esta última la escribieron Klaus Meine y Rudolf Schenker durante las sesiones de grabación de Savage Amusement y la interpretaron en vivo en sus conciertos en Leningrado (Unión Soviética) en abril de 1988, en el marco de la gira Savage Amusement Tour. La versión escogida es del 26 de abril y la registraron con el estudio móvil de su otrora productor Dieter Dierks.

## Lanzamiento y promoción
Still Loving You salió al mercado el 2 de abril de 1992 por los sellos EMI Electrola y Harvest Records —ambas filiales de EMI— en varios países de
Europa y Asia. La discográfica invirtió una gran cantidad de dinero para promocionar el material, ya que hubo anuncios de televisión en varios países europeos, como en RTL Plus de Suiza y MTV Europa. De acuerdo con el gerente de marketing Geli Wozny-Bongard, el comercial publicado en Alemania era diferente al de los demás porque querían llegar a un público mayor. Asimismo, hubo avisos publicitarios en estaciones de radio, tanto públicas como privadas, en territorios como Alemania y Austria. Únicamente en Alemania, la inversión fue de USD 303 000 e incluía publicidad para televisión, radio y prensa escrita, cuyos avisos los creó Dieter Dierks. Dos de sus canciones se publicaron como sencillos en 1992, «Still Loving You» y «Living for Tomorrow», de los cuales el primero fue que el que logró entrar en las listas musicales de algunos países; por ejemplo, alcanzó el puesto 87 en Alemania, el 19 en Finlandia y el 3 en el recuento de Portugal.

## Recepción

### Crítica especializada
Still Loving You recibió críticas variadas por parte de la prensa especializada. La revista alemana Bravo lo denominó el disco de la semana para el 22 de abril de 1992 y destacó las canciones «When the Smoke is Going Down» y «Living for Tomorrow». Además, le dio una calificación de «formidable». Por su parte, el sitio web AllMusic lo cualificó de dos estrellas y media de cinco. Janet Grimes en el libro Cd Review Digest Annual: Jazz, Popular, Etc, 1992 reseñó que era «la mejor colección de baladas de la banda». R.S. Murthi del periódico New Straits Times comentó que las baladas eran «atractivas», pero «no son tan duraderas, lo que significa que no puedes escucharlas con demasiada frecuencia».

### Comercial
Una vez que salió al mercado, obtuvo muy buenas posiciones en las listas musicales de varios países europeos. En Portugal, el 30 de mayo de 1992 alcanzó la cima del conteo desarrollado por la Associação Fonográfica Portuguesa (AFP), posición que repitió para la semana del 27 de junio. Más tarde, la AFP le confirió un disco de platino por vender más de 40 000 copias en ese país. En Finlandia, logró la segunda posición en el Suomen virallinen lista y en 1994 la Musiikkituottajat lo certificó de platino. Asimismo, la organización estimó sus ventas en 57 042 para mediados de los años 2000. En Francia, obtuvo el puesto cuatro en el recuento nacional y la Syndicat National de l'Édition Phonographique (SNEP) le entregó un disco de oro en representación a 100 000 copias comercializadas.
Asimismo, logró estar entre los diez más vendidos en Bélgica y los Países Bajos e ingresó en las listas de Alemania, Austria, Italia, Noruega, Suecia y Suiza. El 25 de abril de 1992, debutó en el European Top 100 Albums de la revista paneuropea Music & Media en el puesto 69 y para la semana del 30 de mayo consiguió como máxima posición el lugar 16. Por su parte, Still Loving You fue el segundo álbum de EMI Records más vendido de 1992 en Malasia. Con más de 75 000 copias comercializadas en ese país, la aquel entonces Malaysian Association of Phonogram and Videogram Producers and Distributors (MAPV) le entregó un triple disco de platino.

## Lista de canciones
| N.º | Título                         | Escritor(es)              | Duración |  |
| 1.  | «Believe In Love»              | Schenker, Meine           | 5:28     |  |
| 2.  | «Still Loving You»             | Schenker, Meine           | 6:08     |  |
| 3.  | «Walking on the Edge»          | Schenker, Meine           | 5:05     |  |
| 4.  | «Born to Touch Your Feelings»  | Schenker, Meine           | 7:07     |  |
| 5.  | «Lady Starlight»               | Schenker, Meine           | 6:24     |  |
| 6.  | «Wind of Change»               | Meine                     | 5:10     |  |
| 7.  | «Is There Anybody There?»      | Schenker, Meine, Rarebell | 4:16     |  |
| 8.  | «Always Somewhere»             | Schenker, Meine           | 4:55     |  |
| 9.  | «Holiday»                      | Schenker, Meine           | 6:31     |  |
| 10. | «When the Smoke Is Going Down» | Schenker, Meine           | 3:46     |  |
| 11. | «Living For Tomorrow»          | Schenker, Meine           | 5:30     |  |

Fuente: Folleto de notas de Still Loving You

## Posicionamiento en listas semanales
| País/Continente | Lista (1992)            | Posición |
| --------------- | ----------------------- | -------- |
| Alemania        | Media Control Charts    | 18       |
| Austria         | Ö3 Austria Top 40       | 32       |
| Bélgica         | Ultratop                | 7        |
| Europa          | European Top 100 Albums | 16       |
| Finlandia       | Suomen virallinen lista | 2        |
| Francia         | French Albums Chart     | 4        |
| Italia          | Top 100 Artisti         | 15       |
| Noruega         | VG-lista                | 14       |
| Países Bajos    | Dutch Top 100 Albums    | 16       |
| Países Bajos    | Nederlandse Top 40      | 10       |
| Portugal        | AFP Charts              | 1        |
| Suecia          | Sverigetopplistan       | 30       |
| Suiza           | Schweizer Hitparade     | 24       |
| País            | Lista (1997)            | Posición |
| Bélgica         | Ultratop (Valonia)      | 40       |

| País     | Lista (1992)            | Posición |
| -------- | ----------------------- | -------- |
| Alemania | Media Control Charts    | 76       |
| Europa   | European Top 100 Albums | 69       |
| Italia   | Top 100 Artisti         | 70       |

## Certificaciones
| País      | Organismo certificador | Certificación     | Ventas certificadas | Ref.   |
| --------- | ---------------------- | ----------------- | ------------------- | ------ |
| Alemania  | BVMI                   | Oro               | 250 000             | [ 22 ] |
| Finlandia | Musiikkituottajat      | Platino           | 50 000              | [ 23 ] |
| Francia   | SNEP                   | Oro               | 100 000             | [ 22 ] |
| Italia    | FIMI                   | Oro               | 100 000             | [ 22 ] |
| Malasia   | MAPV                   | 3x Triple platino | 75 000              | [ 22 ] |
| Portugal  | AFP                    | Platino           | 40 000              | [ 22 ] |
| Suiza     | IFPI - Suiza           | Oro               | 25 000              | [ 22 ] |

## Créditos
| - Klaus Meine: voz - Rudolf Schenker: guitarra rítmica, líder y acústica, slide y coros - Matthias Jabs: guitarra líder y rítmica - Francis Buchholz: bajo - Herman Rarebell: batería - Michael Schenker: guitarra acústica en «Holiday» - Uli Jon Roth: guitarra líder en «Born to Touch Your Feelings» | - Dieter Dierks: producción - Keith Olsen y Scorpions: producción en «Wind of Change» - Erwin Musper: remezcla - Adam Backhauser: diseño de portada - Annamaria Di Santo: fotografía |

Fuente: Folleto de notas de Still Loving You